# Audiencia Provincial de Álava

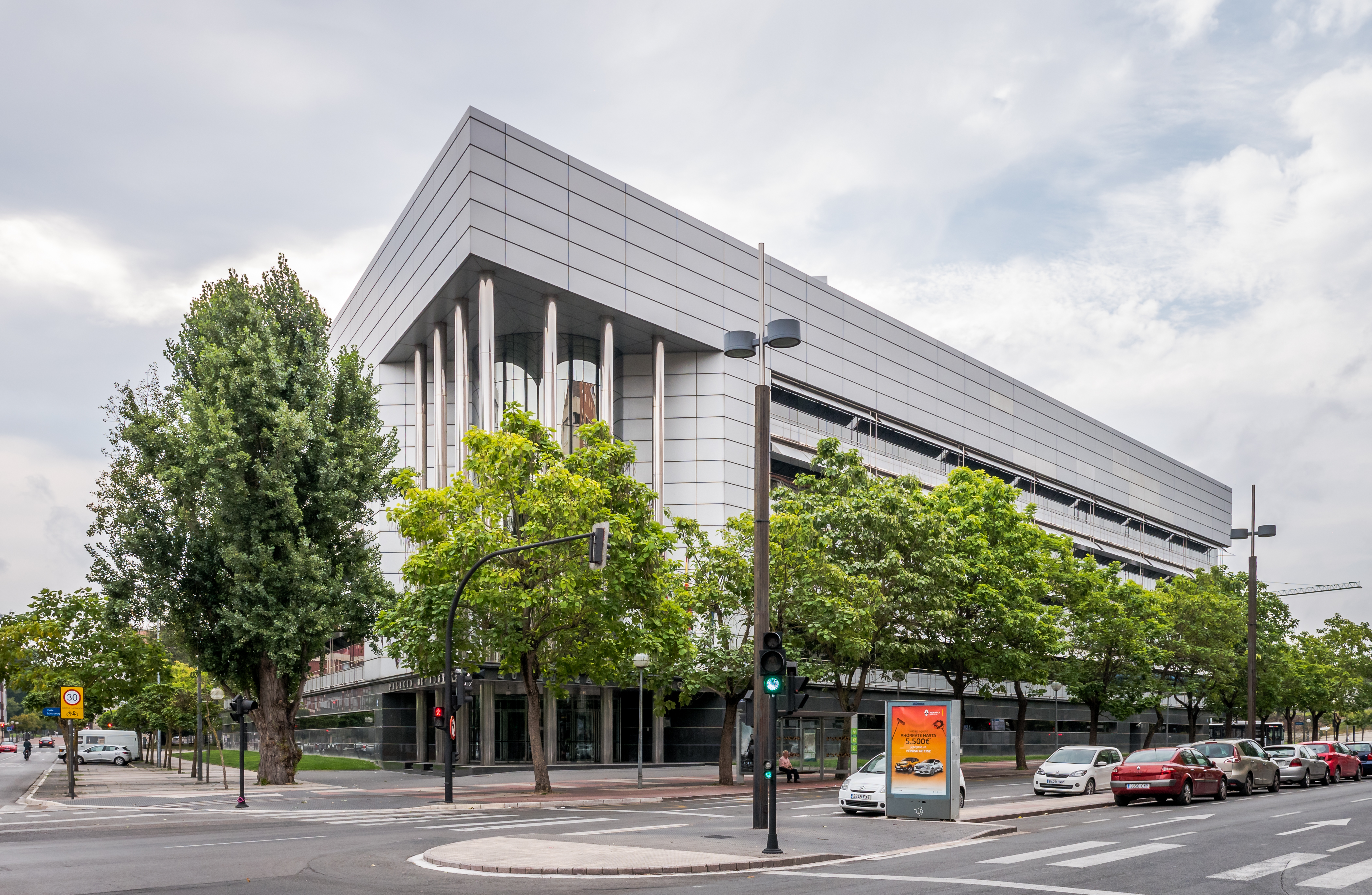
Palacio de Justicia de Vitoria, sede de la Audiencia Provincial de Álava

La Audiencia Provincial de Álava es el órgano judicial superior de la provincia de Álava (España).
Conoce de asuntos civiles y penales. Cuenta con dos secciones: una civil (1) y una penal (2).
Tiene su sede en el Palacio de Justicia de Vitoria situado en la capital alavesa. La actual presidenta de la Audiencia Provincial de Álava es, desde 2015, José Luis Núñez Corral.